# Złota gałąź
Złota gałąź: studia z magii i religii (ang. The Golden Bough: a study in magic in religion) – studium porównawcze religii i mitologii napisane przez szkockiego antropologa Sir Jamesa George’a Frazera (1854–1941). Książka porównuje religie lokalne z tymi o zasięgu globalnym. Złota gałąź została po raz pierwszy opublikowana w dwóch tomach w 1890 r.; w trzech tomach w 1900 r.; oraz w dwunastu tomach w wydaniu trzecim, opublikowanym w latach 1906–1915. Wpływ tej publikacji na współczesną literaturę, szeroko pojętą kulturę i filozoficzną myśl europejską był znaczący.

## Geneza powstania
Książka zrodziła się z badania rytuału dotyczącego dziedziczenia funkcji kapłana-króla w przedrzymskiej kulturze. Aby zostać kapłanem Diany zwanym Rex Nemorensis, należało zabić ówcześnie pełniącego tę funkcję i zerwać gałąź pewnego drzewa utożsamiana z tytułową złotą gałęzią Wergiliusza wspomnianą w Eneidzie. Nowy król ma symbolizować śmierć i narodziny, które były wg Frazera silnie połączone z cyklem pór roku i kultami chtonicznymi.

## Główne koncepty

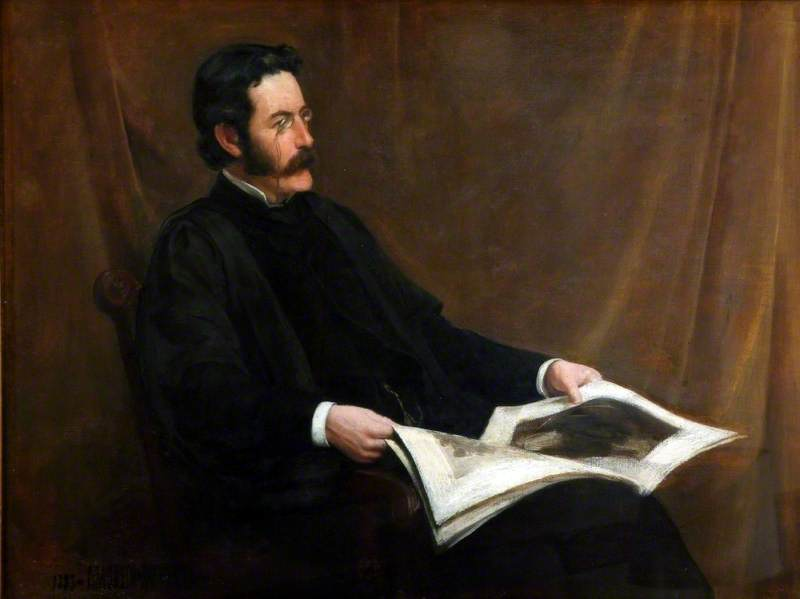
Obraz przedstawiający autora Złota Gałęzi – Sir Jamesa George’a Frazera

Złota gałąź skupia się na wspólnych elementach każdego kultu chtonicznego takich jak cykliczne poświęcenie i narodziny, kozioł ofiarny, obrzędów dotyczących płodności. Według Frazera większość religii pochodzi ze starożytnych kultów chtonicznych. Dotyczyły one wegetacji, a w konsekwencji cyklu życia i śmierci. Frazer postulował, że występowało cykliczne poświęcenie władcy, którego pozycja jest naznaczona w sakralny sposób jako przykłady podawał min: Jezusa z Nazaretu, Dionizosa, Ozyrysa. W różnych kulturach bogowie-władcy byli czczeni po śmierci jako święte istoty, a ich groby i kaplice były miejscami kultu i modlitwy. Frazer jako przykład podaje Szylluków znad białego Nilu ich religia głównie skupiała się na czczeniu królów. Wierzą, że każdy król jest nośnikiem boskiego ducha, który przechodzi z jednego monarchę na kolejnego, począwszy od założyciela dynastii aż do współczesności.

Pewien Indianin z Ameryki Północnej, zapytany przez pułkownika Dodge’a, odpowiedział, że świat został stworzony przez Wielkiego Ducha. Na pytanie, o którym z wielkich duchów mówi, o dobrym czy o złym, odpowiedział: „Ależ nie, o żadnym z nich. Wielki Duch, który stworzył świat, już dawno nie żyje.”

Frazer proponuje trzy systemy empiryczne magiczny, religijny i naukowy jako kolejne etapy ewolucji myśli ludzkiej. Stworzenie konceptu magii było rewolucyjne dla antropologii, ponieważ jest jednym z wyjaśnień pochodzenia religii. Magia dzieli się wg Frazera na homeopatyczną i przenośną.

## Magia a religia i nauka
Magia sympatyczna tworzy ciąg przyczynowo-skutkowy, który jest niezależny od czynników zewnętrznych, a jedno zdarzenie następuje po drugim w sposób niezmienny i konieczny. Takie podejście wg Frazera tworzy podwalinę pod współczesne rozumowanie naukowe. Moc czarodzieja tkwi w jego zdolności do odprawienia rytuału, a nie w zewnętrznym źródle w postaci Boga jak w przypadku religii. Główna różnica między magią a religią wg Frazera polega na błędnym założeniu praw natury przez tę pierwszą.

## Frazer a Hegel
Frazer we wstępie do trzeciego wydania pisze, że nigdy nie przeczytał żadnego dzieła Hegla. Jego znajomy James Ward i John Ellis McTaggart sugerują, że Hegel wyprzedził niektóre frazerowskie idee. W aneksie do trzeciego wydania pisze o zgodności w poglądach przedstawionych w Złotej gałęzi i Wykładów z filozofii i religii tomu pierwszego. Hegel rozróżnia religie na dwie kategorie. Pierwsza opierająca się na naturze druga opierająca się na Bogu. Stosunek do tych sił jest różny. W religii naturalnej człowiek nie jest bezsilny a strach wobec natury wynika z jej naocznej obserwacji. W religii opartej na Bogu ciężar sprawczości jest przeniesiony na absolut a strach wynika z wiedzy. Jest to zgodne z frazerowskim rozróżnieniem między magią a religią, która polega na zmianie podmiotu sprawczego z natury i człowieka w roli czarodzieja odprawiającego rytuał do Boga, ku któremu kierujemy nasze prośby, poświęcenia i wszelkiego rodzaju rytuały.

## Złota gałąźa chrześcijaństwo
Złota gałąź wywołała kontrowersje z powodu zawarcia w niej historii zmartwychwstania Jezusa. Była uważana za dzieło o charakterze obrazoburczym i poddające w zwątpienie chrześcijaństwo, ponieważ sugerowała, że ofiara z Baranka Bożego jest pozostałością pogańskiego kultu chtonicznego. W trzecim wydaniu analiza ukrzyżowania Chrystusa została przeniesiona do sekcji spekulatywnej. A w jednotomowej edycji pozbyto się wszelkich wzmianek o chrześcijaństwie.

## Wpływ na antropologię
Złota gałąź wywarła wpływ na antropologa Bronisława Malinowskiego. Napisał on w dziele Mit w psychologii ludów pierwotnych dedykację poświęconą Frazerowi: Zrozumiałem wówczas, że antropologia, tak jak ją przedstawił Sir James Frazer, jest wielką nauką, godną takiego samego oddania, jak którakolwiek ze starszych, bardziej od niej ścisłych nauk pokrewnych.
Pomimo popularności książka jako dzieło literackie nie wywarła większego wpływu na debatę akademicką i antropologowie kulturowi dystansowali się od niej. Jak pisał Godfrey Lienhardt. Frazerowi zarzucano m.in: brak badań terenowych i korzystanie z informacji z drugiej ręki, niezrozumienie badanych kultur, szukanie porównań pod tezę. Książka wywarła również wpływ na dzieło Sigmunda Freuda Totem i Tabu i jego ucznia Carla Gustava Junga. Pomimo że Freud był psychoanalitykiem Totem i Tabu jest dziełem o charakterze jak najbardziej antropologicznym. Pisał on w nim o korzeniach religii, a także o poświęceniu króla, tabu m.in. kazirodztwa i ojcobójstwa, totemach, magii, przesądach. W tym zbiorze esejów Freud poruszył kwestię i rolę kompleksu Edypa oraz roli cywilizacji w tłumieniu pierwotnych instynktów.

## Krytyka
Edmund Leach zarzuca Frazerowi, że jego poglądy zostały ukształtowane przed napisaniem dzieła. Krytykował zbyt dużą obszerność dowodów, brak krytycznego myślenia i podstawianie faktów pod własną tezę.
René Girard, francuski historyk, filozof nauk społecznych, docenił rozpoznanie rytuału poświęcenia króla jako podstawowego rytuału, ale krytykował sposób rozumienia tego przez Frazera. Girard nie był przychylny wobec frazerowskiego rozumienia korzeni chrześcijaństwa jako ewolucji kultu chtonicznego, uważał Nowy Testament za tekst natchniony, a nie za pozostałość przesądnego myślenia.
Austriacki filozof Ludwig Wittgenstein krytykował dzieło w Uwagach do Złotej Gałęzi opublikowanych po jego śmierci w 1967 r.

Nonsensem jest to, że Frazer przedstawia rzeczy tak, jak gdyby ludy te miały całkowicie fałszywe (nawet obłędne) wyobrażenie o biegu przyrody, podczas gdy posiadają jedynie szczególną interpretację zjawisk. To znaczy, ich wiedza o przyrodzie, jeśliby ją spisali, nie różniłaby się od naszej w sposób fundamentalny. Jedynie ich magia jest inna.

## Odniesienia w kulturze
Amerykański pisarz horrorów kosmicznych H.P. Lovecraft był pod wpływem frazerowskiego pojmowania religii. Wspomnienie Złotej gałęzi pojawia się w zbiorze opowiadań Zew Cthulhu.
Słowa i tytuł do piosenki Not to Touch the Earth amerykańskiego zespołu The Doors zostały zainspirowane przez Złotą gałąź, a dokładniej tytuły podrozdziałów dzieła Not to touch the earth i Not to see the sun. Podrozdziały dotyczą tabu, jakie jest nakładane na arystokrację i kapłanów.
W filmie wojennym amerykańskiego reżysera i scenarzysty Francisa Forda Coppoli Czas apokalipsy (1979) w kryjówce głównego antagonisty pułkownika Waltera Kurtza znajduje się książka Złota Gałąź, a jego śmierć przedstawiona jest jako rytualne poświęcenie.
Książka występuje też w anime Eureka Seven, gdzie jeden z bohaterów, Holland Novak, często ją czyta.